# Agenda Austria
Agenda Austria, Vereinigung für wissenschaftlichen Dialog und gesellschaftliche Erneuerung (kurz: Agenda Austria) ist eine 2013 als Verein gegründete wirtschaftsliberale österreichische Denkfabrik.

## Gründungsgeschichte
Die Gründungsidee stammt von Christoph Kraus, dem ehemaligen Chef der Kathrein Privatbank, Generalsekretär des Verbands österreichischer Privatstiftungen und Mitglied der vom Ökonomen Friedrich August von Hayek gegründeten wirtschaftsliberalen Mont Pelerin Society. Als Vorbild diente das Schweizer Avenir Suisse. Franz Schellhorn, der seit der Gründung der Leiter von Agenda Austria ist, hielt das Vorhaben der Schaffung eines solchen Think Tanks anfangs für „aussichtslos“ bzw. für ein „riskantes Projekt“, er wurde infolge eines Gesprächs mit Kraus gefragt, ob er gewillt sei, eine solche Institution zu leiten.
Mit Veit Sorger, dem Präsidenten des Verbands österreichischer Privatstiftungen und ehemaligen Präsidenten der Industriellenvereinigung, als Fundraiser suchte Kraus unterstützende Gleichgesinnte für das Startkapital von einer Million Euro.
Der Billa-Gründer Karl Wlaschek stellte das Büro in der zentral gelegenen Schottengasse für drei Jahre unentgeltlich zur Verfügung.

## Leitung

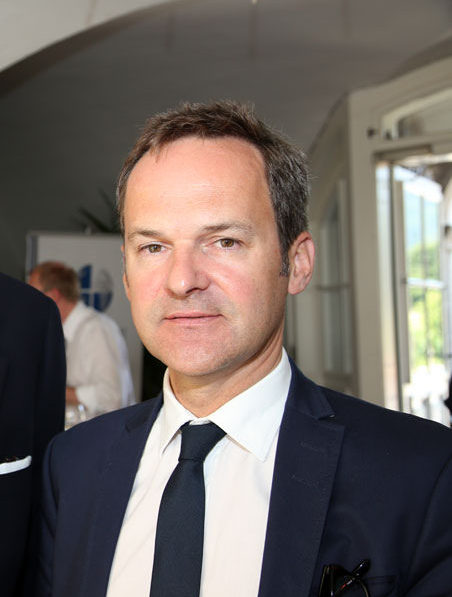
Franz Schellhorn (2014)

Leiter ist der vormalige Chef der Wirtschaftsredaktion der Tageszeitung Die Presse, Franz Schellhorn. Leiter des wissenschaftlichen Beirats ist Lars Feld.

## Finanzierung
Agenda Austria wird von seinen Fördermitgliedern (zum großen Teil bedeutende österreichische Unternehmen und vermögende Privatpersonen) und über Spenden finanziert. Private unterstützen ab 10.000 Euro, Firmen ab 20.000 Euro jährlich. Subventionierende Unternehmen waren 2018 u. a. Mayr-Melnhof Karton, Miba AG, Mondi, Porr, Raiffeisen Zentralbank und Erste Bank.
Er verfügt über ein jährliches Budget von 1,5 Millionen Euro und ist damit hinter dem Österreichischen Institut für Wirtschaftsforschung (WIFO) mit einem jährlichen Budget von 12,5 Millionen Euro, dem Institut für Höhere Studien (IHS) (9,3 Millionen Euro) und dem Wiener Institut für Internationale Wirtschaftsvergleiche (wiiw) (3,8 Millionen Euro) finanziell die viertgrößte österreichische Denkfabrik, wobei IHS und WIFO zu mehr als der Hälfte ihrer Budgets aus steuerfinanzierten Quellen wie etwa der Nationalbank, Ministerien und Sozialpartnern finanziert werden.

## Selbstdarstellung

### Ziele
Der Verein wurde laut eigenen Angaben mit dem Ziel ins Leben gerufen, „Österreich in gesellschaftspolitischen und wirtschaftlichen Belangen zu öffnen und neue Antworten auf die Herausforderungen zu finden, vor denen das Land steht.“ Aufgabe sei es, wissenschaftlich fundierte Reformvorschläge aus liberaler, marktwirtschaftlicher Sicht zu machen, politische Konzepte auf wissenschaftlicher Basis zu erstellen und zwischen den ökonomischen Theorien und der realen Politik zu vermitteln. Agenda Austria setzt sich für Reformen im ihrer Ansicht nach auf Dauer „unfinanzierbaren“ Pensionswesen ein. Vertreter des Thinktanks äußern sich öffentlich mit der Forderung nach Senkung der Lohn- und Einkommensteuer. Vermögens- und Erbschaftssteuern werden abgelehnt, liberal fundierte Reformen sollen über Ausgabenkürzungen und durch Verzicht auf marktverzerrende Subventionen finanziert werden.

### Leitbild
Laut Christoph Kraus, dem Obmann und Mitbegründer von Agenda Austria, orientiert sich die Organisation an der Österreichischen Schule rund um Friedrich August von Hayek und Ludwig von Mises; als Grundwerte werden „Freiheit und Individualismus“ angegeben.

### Kritik
Der Kulturwissenschaftler Christian Moser-Sollmann bezeichnet Agenda Austria in seinem Buch als „advokatorische Denkfabrik“ und kritisiert, dass auch „Qualitätsblätter“ wie Die Presse und der ORF wenig quellenkritisch auf Studien des Think Tanks verweisen, ohne auf dessen „ideologische Verzerrung“ zu verweisen. Die Sozialwissenschaftler Stephan Pühringer und Christine Stelzer-Orthofer titulierten Agenda Austria 2016 als „aktuell medial wirksamsten neoliberalen Think Tank in Österreich“, der sich für den Rückbau des Wohlfahrtsstaates in sozialpolitischen Themenfeldern einsetze. Man versuche, „eine ideologische Spaltung voranzutreiben, die letztlich dazu beitragen soll, sozialstaatliche Sicherung als ineffizient und leistungshemmend zu diskreditieren und mittels marktliberaler Ansätze soziale Polarisierung und soziale Ungleichheit in die Mitte der österreichischen Gesellschaft zu tragen.“